# Nancy Langat
Nancy Jebet Langat (ur. 22 sierpnia 1981 w Eldoret) – kenijska biegaczka średniodystansowa, mistrzyni olimpijska z Pekinu na dystansie 1500 m. Jest trzykrotną medalistką mistrzostw świata juniorów i mistrzynią Afryki w biegu na 800 m.
Największy dotychczasowy sukces odniosła startując na igrzyskach olimpijskich w Pekinie. 23 sierpnia 2008 w biegu na 1500 m zdobyła złoty medal osiągając czas 4:00,23 min. W 2010 wygrała mistrzostwa Afryki oraz zdobyła dwa medale igrzysk Wspólnoty Narodów.
Zwyciężczyni łącznej punktacji Diamentowej Ligi 2010 w biegu na 1500 metrów.

## Sukcesy
| Rok  | Rodzaj zawodów              | Miasto      | Miejsce | Konkurencja | Czas    |
| ---- | --------------------------- | ----------- | ------- | ----------- | ------- |
| 1996 | Mistrzostwa świata juniorów | Sydney      | 3.      | 800 m       | 2:03,21 |
| 1998 | Mistrzostwa świata juniorów | Annecy      | 2.      | 800 m       | 2:05,43 |
| 2000 | Mistrzostwa świata juniorów | Santiago    | 1.      | 800 m       | 2:01,51 |
| 2004 | Mistrzostwa Afryki          | Brazzaville | 1.      | 1500 m      | 4:24,56 |
| 2008 | Igrzyska olimpijskie        | Pekin       | 1.      | 1500 m      | 4:00,23 |
| 2009 | Światowy Finał IAAF         | Saloniki    | 1.      | 1500 m      | 4:13,63 |
| 2010 | Mistrzostwa Afryki          | Nairobi     | 1.      | 1500 m      | 4:10,43 |
| 2010 | Puchar interkontynentalny   | Split       | 8.      | 1500 m      | 4:23,93 |
| 2010 | Igrzyska Wspólnoty Narodów  | Nowe Delhi  | 1.      | 1500 m      | 4:05,26 |
| 2010 | Igrzyska Wspólnoty Narodów  | Nowe Delhi  | 1.      | 800 m       | 2:00,01 |
| 2013 | Mistrzostwa świata          | Moskwa      | 9.      | 1500 m      | 4:06,01 |

## Rekordy życiowe
- 800 m - 1:57,75 (2010)
- 1500 m - 4:00,13 (2010)